# TIROS-1

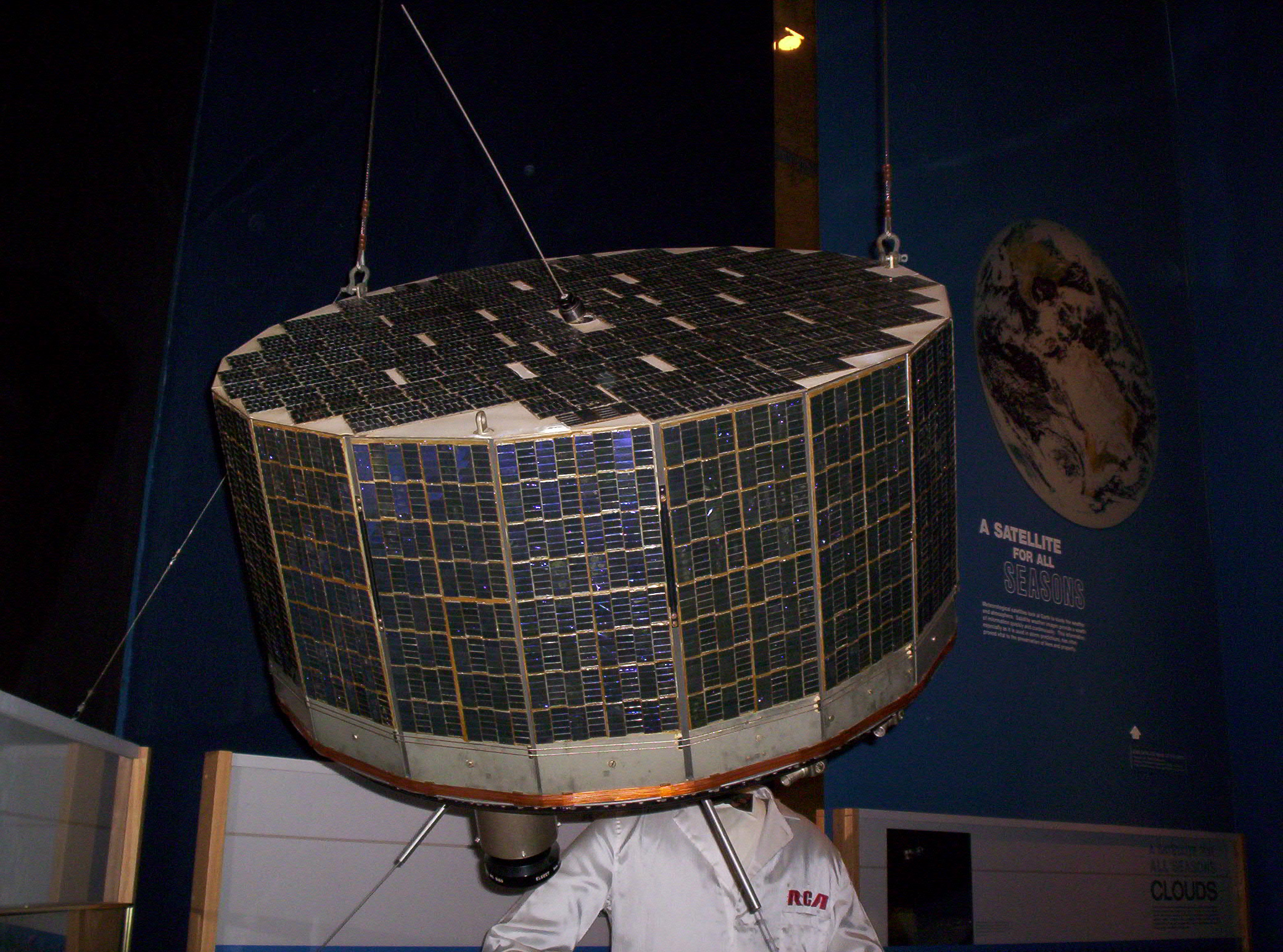
O satélite TIROS I.

TIROS-1 (ou TIROS I) foi o primeiro satélite meteorológico de órbita terrestre baixa bem sucedido e o primeiro de uma série chamada de Television Infrared Observation Satellites. Ele foi lançado pela NASA e outros parceiros em 1 de Abril de 1960 a partir da Estação da Força Aérea de Cabo Canaveral as 6:40 EST, usando um foguete Thor-Able.
- O satélite TIROS I sendo preparado.
- Instrumentos e equipamentos do TIROS I.
- Primeira imagem da Terra obtida do espaço com o TIROS I.